# Yvonne Ryding
Yvonne Agneta Ryding (14 de diciembre de 1962, Eskilstuna, Suecia) es una modelo y reconocida reina de belleza ganadora de Fröken Sverige 1984 y Miss Universo 1984 siendo así la tercera reina sueca en ser coronada Miss Universo.

## Biografía
Antes de competir en el certamen de Miss Universo, Miss Ryding era Lucía, la novia de Suecia, exjugadora de fútbol, centrocampista, y enfermera.

## Reinados de Belleza

### Miss Universo 1984
En el 1984 participó en la edición número 33 de Miss Universo llevada a cabo en el Auditorio y Centros de Convenciones James Knigth en la ciudad de Miami, Florida compitiendo con 80 candidatas del resto del mundo donde Lorraine Downes de Nueva Zelanda, anterior Miss Universo, la coronó pero tuvo un arduo recorrido para llegar a este punto
- Reina Ganadora - Suecia
- Primera Finalista - Sudáfrica
- Segunda Finalista - Venezuela
- Cuarta Finalista - Filipinas
- Quinta Finalista - Colombia

En la competencia preliminar de Traje de Baño realizada en ese certamen obtuvo un puntaje de 8.14 demostrando su potencial para ganar ese certamen de belleza

## Después de Miss Universo
Tras el año como Miss Universo, Ryding trabajó dentro de la industria de la moda y también hizo algunos trabajos de comisión. En 1988 la nostalgia se apoderó de ella y se mudó de vuelta a Suecia. En 1989 presentó el concurso sueco Melodifestivalen. Ryding fue un invitado de honor de la Miss Universo 2006 la competencia, que tuvo lugar en Los Ángeles, Estados Unidos.
Ella está divorciada de actor sueco Kjell Bergqvist, a quien conoció en Mónaco en 1986. La pareja tiene dos hijas.